# Шоарш
Шоарш (рум. Șoarș) — село у повіті Брашов в Румунії. Адміністративний центр комуни Шоарш.
Село розташоване на відстані 189 км на північний захід від Бухареста, 60 км на північний захід від Брашова, 139 км на південний схід від Клуж-Напоки.

## Населення
За даними перепису населення 2002 року у селі проживали 546 осіб.
Національний склад населення села:
| Національність | Кількість осіб | Відсоток |
| -------------- | -------------- | -------- |
| румуни         | 323            | 59,2%    |
| цигани         | 176            | 32,2%    |
| угорці         | 24             | 4,4%     |
| німці          | 23             | 4,2%     |

Рідною мовою назвали:
| Мова      | Кількість осіб | Відсоток |
| --------- | -------------- | -------- |
| румунська | 504            | 92,3%    |
| угорська  | 21             | 3,8%     |
| німецька  | 20             | 3,7%     |